# Championnat d'Afrique du Nord de football 1948
Navigation
Édition précédente Édition suivante
La Ligue des champions de l'ULNA 1948 est la 24e édition du tournoi de la plus importante compétition nord-africaine des clubs et la toute 1re édition dans le format actuel de la Ligue des champions de l'ULNA.
Elle oppose 8 des meilleurs clubs nord-africains qui se sont illustrés dans leurs championnats respectifs la dernière saison.
La finale se déroule au Stade Philip, à Casablanca, au Maroc le 20 juin 1948 où le Wydad AC, champion du Maroc, bat l'US Athlétique, vice-champion du Maroc, sur le score de 4 buts à 2, remportant ainsi son 1er sacre de cette competition dans son histoire.

## Histoire
Le Wydad Athletic Club remporte ainsi la compétition pour la toute 1re fois de son histoire et permet au Maroc d'obtenir son 5e titre dans cette compétition. L'US Athlétique de Casablanca est défait pour la toute première fois en finale dans cette compétition, il s'agit de la cinquième défaite des clubs marocains en finale.
Lors de cette édition, l'ULNA a fait intervenir huit clubs au total dont les cinq champions (qualifiés d'office) et trois clubs vices-champions (invitées d'honneur) :
- Wydad Athletic Club : Champion du Maroc 1947/1948
- Union Sportive Athlétique : Vice-champion du Maroc 1947/1948
- Football Club Oranais : Champion d'Oran 1947/1948
- Sporting Club de Bel Abbès : Vice-champion d'Oran 1947/1948
- Olympique d'Hussein-Dey : Champion d'Alger 1947/1948
- Mouloudia Club d'Alger : Vice-champion d'Alger 1947/1948
- Jeunesse Sportive Djidjel : Champion de Constantine 1947/1948
- Club Africain de Tunis : Champion de Tunisie 1947/1948

Au total lors cette édition, huit matchs ont été joués dont un rejoué lors du phase qualificatif aux quarts de finale, avec huit participants des cinq fédérations différentes que sont la LMFA (Maroc), la LOFA (Oranie), la LAFA (Alger), la LCFA (Constantine) et la LTFA (Tunisie).
Lors du match rejoué qui a opposé l'US Athlétique face au CA Tunisien à Tunis, l'équipe marocaine a fait des réserves sur la participation d'un joueur non qualifié au formation du club tunisien, et c'est de ce fut que l'U.S.A. s'est déclarée victorieuse et qualifiée.

## Quarts de finale
| Date       | Lieu                           | Lieu        | Locaux       | Score | Visiteurs |
| ---------- | ------------------------------ | ----------- | ------------ | ----- | --------- |
| 9 mai 1948 | Stade Municipal Paul Pantaloni | Constantine | SC Bel-Abbès | 1 - 1 | OH Dey    |

| Date       | Lieu                  | Lieu | Locaux     | Score | Visiteurs |
| ---------- | --------------------- | ---- | ---------- | ----- | --------- |
| 9 mai 1948 | Stade Vincent Monréal | Oran | JS Djidjel | 0 - 1 | FC Oran   |

| Date        | Lieu            | Lieu       | Locaux        | Score   | Visiteurs     |
| ----------- | --------------- | ---------- | ------------- | ------- | ------------- |
| 9 mai 1948  | Stade Philip    | Casablanca | US Athlétique | 2 - 2   | CA Tunis      |
| 16 mai 1948 | Stade Géo André | Tunis      | CA Tunis      | forfait | US Athlétique |

| Date        | Lieu         | Lieu       | Locaux   | Score | Visiteurs |
| ----------- | ------------ | ---------- | -------- | ----- | --------- |
| 17 mai 1948 | Stade Philip | Casablanca | Wydad AC | 3 - 0 | MC Alger  |

## Demi-finales
| Date        | Lieu                  | Lieu | Locaux       | Score | Visiteurs |
| ----------- | --------------------- | ---- | ------------ | ----- | --------- |
| 30 mai 1948 | Stade Vincent Monréal | Oran | SC Bel Abbès | 3 - 4 | Wydad AC  |

| Date        | Lieu                  | Lieu | Locaux  | Score | Visiteurs     |
| ----------- | --------------------- | ---- | ------- | ----- | ------------- |
| 6 juin 1948 | Stade Vincent Monréal | Oran | FC Oran | 1 - 2 | US Athlétique |

## Finale
| Date         | Lieu         | Lieu       | Vainqueur | Score | Finaliste     |
| ------------ | ------------ | ---------- | --------- | ----- | ------------- |
| 20 juin 1948 | Stade Philip | Casablanca | Wydad AC  | 4 - 2 | US Athlétique |

| Championnat d'Afrique du Nord Vainqueur 1948 |
| -------------------------------------------- |
| Wydad AC 1er titre                           |

## Meilleurs buteurs
| Rang | Joueur     | Club          | Buts                |
| ---- | ---------- | ------------- | ------------------- |
| 1    | Chtouki    | Wydad AC      | 4                   |
| 2    | Hajjami    | Wydad AC      | 3                   |
| 3    | Abdesslem  | Wydad AC      | 2                   |
| -    | Belmahjoub | US Athlétique | 2                   |
| 4    | Driss      | Wydad AC      | 1                   |
| -    | M'jid      | US Athlétique | 1 (contre son camp) |
| -    | Chaminand  | US Athlétique | 1                   |
| -    | Croizier   | US Athlétique | 1                   |
| -    | Séva       | SC Bel-Abbès  | 1                   |
| -    | Gros       | SC Bel-Abbès  | 1                   |
| -    | Lapeyrie   | SC Bel-Abbès  | 1                   |
| -    | Castro     | FC Oran       | 1                   |